# Rukiew

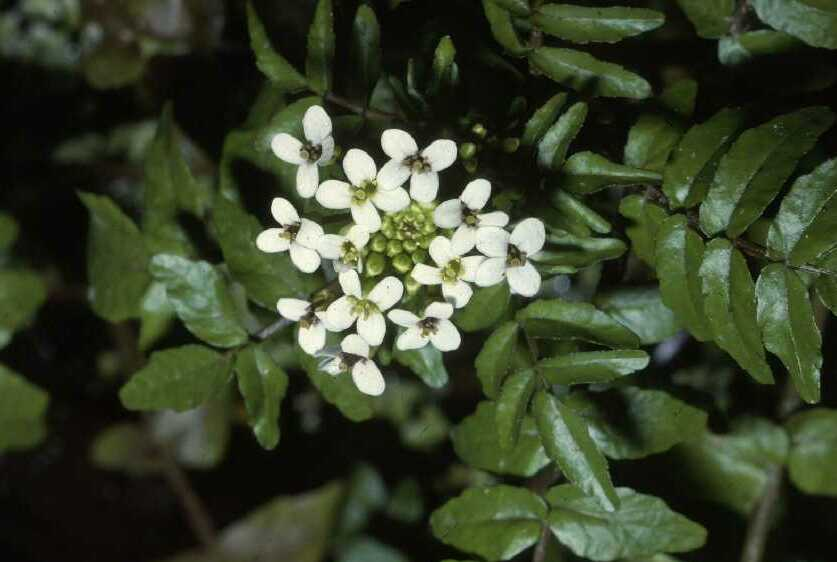
Rukiew wodna

Rukiew (Nasturtium W.T.Aiton) – rodzaj bylin należący do rodziny kapustowatych. Obejmuje 4 gatunki. Należą tu rośliny, które dawniej włączano do rodzaju rzepicha (Rorippa). Badania molekularne dowiodły odrębności filogenetycznej tego rodzaju, który okazał się bliżej spokrewniony z rodzajem rzeżucha (Cardamine) niż z Rorippa sensu stricto. Występują w strefie klimatu umiarkowanego na półkuli północnej. Dwa gatunki rosną w Ameryce Północnej (N. floridanum i N. gambelii), a dwa w Europie i Azji. W Polsce rosną oba gatunki europejskie – rukiew drobnolistna N. microphyllum i rukiew wodna N. officinale (prawdopodobnie także mieszaniec między nimi).

## Morfologia
PokrójByliny kłączowe, zwykle nagie, rzadziej z włoskami nierozgałęzionymi. Łodygi pokładające się lub podnoszące, wzniesione u roślin wynurzonych, korzeniące się w węzłach u nasady.
LiścieWszystkie łodygowe (brak odziomkowych), z nasadą zwykle uszkowatą. Blaszki nieparzysto pierzasto złożone, z 1–6 parami listków (rzadko bywa więcej), ale u roślin zanurzonych bywają też liście pojedyncze. Listki ogonkowe lub siedzące, całobrzegie, płytko zatokowo wcinane lub ząbkowane.
KwiatyZebrane w wielokwiatowe grona bez przysadek. Szypułki kwiatowe zwykle odstające. Działki kielicha jajowate lub owalne, wzniesione lub rozpostarte, nagie. Płatki korony są dłuższe od działek, białe lub rzadziej zaróżowione, jajowate lub wąsko łopatkowate, bez paznokcia. Pręcików jest 6, czterosilnych. Zalążnia z 25–50 zalążkami.
OwoceDojrzewają na wydłużających się szypułkach. Obłe, nagie łuszczyny, zakończone szyjką słupka do 2 mm długości i główkowatym znamieniem. Nasiona jajowate do podługowatych, z łupiną nasienną mniej lub bardziej wyraźnie siateczkowatą.

## Systematyka
Pozycja systematyczna
Rodzaj z rodziny kapustowatych (Brassicaceae). W obrębie rodziny zaliczany do plemienia Cardamineae.
Wykaz gatunków
- Nasturtium floridanum (Al-Shehbaz & Rollins) Al-Shehbaz & R.A.Price
- Nasturtium gambelii (S.Watson) O.E.Schulz
- Nasturtium microphyllum (Boenn.) Rchb. – rukiew drobnolistna
- Nasturtium officinale W.T.Aiton – rukiew wodna
- Nasturtium × sterile (Airy Shaw) Oefelein

Wymieniany jako piąty gatunek w obrębie rodzaju – Nasturtium africanum Braun-Blanq. (endemit Maroka), przeklasyfikowany został do rodzaju rzepicha Rorippa jako R. africana (Braun-Blanq.) Maire.

## Ochrona
Oba gatunki występujące na naturalnych stanowiskach objęte są w Polsce ochroną gatunkową.

## Zastosowanie
Rukiew wodna jest wykorzystywana jako warzywo sałatkowe. Jadalne są liście i młode rośliny zarówno rukwi wodnej, jak i drobnolistnej. Rośliny te są uprawiane zwłaszcza w Normandii, przy czym dawniej były bardziej popularne. 
Lokalnie rukiew wodna wykorzystywana jest jako ziele lecznicze. Rośliny zawierają wiele witamin, a wyciąg z nich (glikonasturcyna) podawany jest przy awitaminozach.